# Ólafur Thors

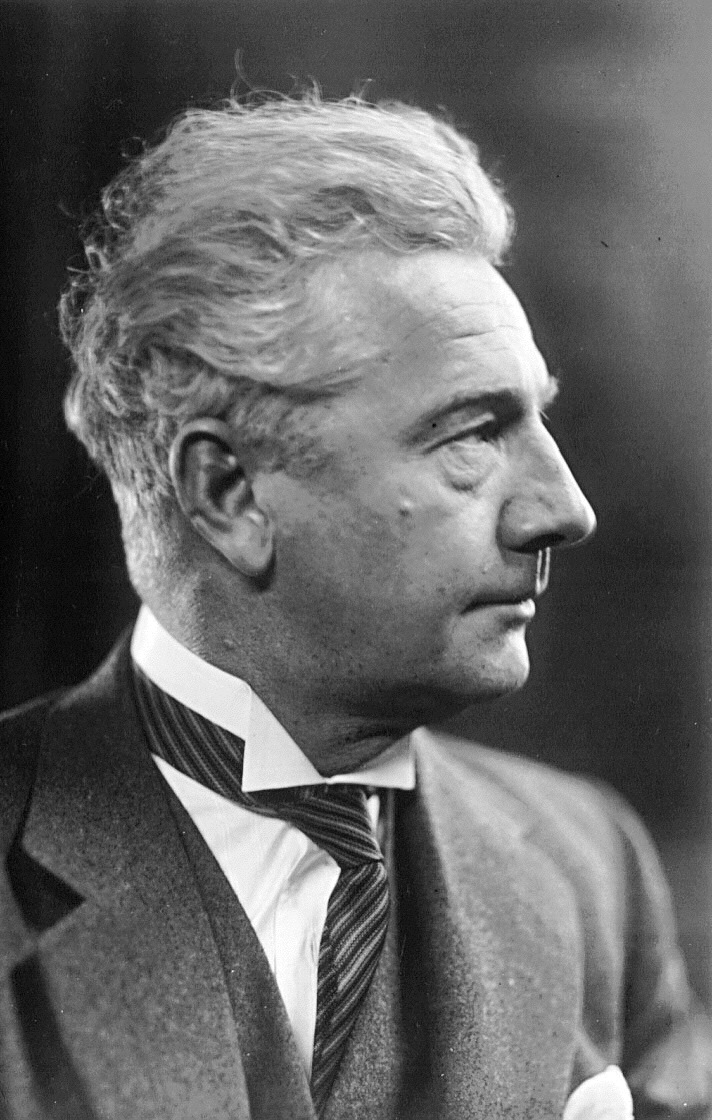
Ólafur Thors

Ólafur Thors, född 19 januari 1892 i Borgarnes, Island, död 31 december 1964 i Reykjavik, var en isländsk politiker i Självständighetspartiet vars partiledare han var 1934–1961. Han innehade posten som Islands statsminister under fem perioder under åren 1942–1963.

## Biografi
Thors var alltingsledamot för Självständighetspartiet från 1926 fram till sin död 1964. Hans första ministerpost var som biträdande justitieminister från november 1932 till december 1932. I sin fortsatta politiska karriär tjänstgjorde han som fiske- och industriminister 1939–1942 och 1950–1953.
Thors var Islands statsminister under hela fem ämbetsperioder. Hans ämbetsperioder, varav under de två första även som utrikesminister, var:
- 16 maj 1942 – 16 december 1942
- 21 oktober 1944 – 4 februari 1947
- 6 december 1949 – 14 mars 1950
- 11 september 1953 – 24 juli 1956
- 20 november 1959 – 14 november 1963

Härutöver uppehöll han ämbete som socialminister i sin egen regering 1949–1950, och som fiskeminister i sin egen regering från 1953 till 1956. Han var också delegat i FN:s generalförsamling 1947 och 1948.